# 28 de Mayo
28 de Mayo (span. für „28. Mai“) ist eine Ortschaft und eine Parroquia urbana („städtisches Kirchspiel“) im Kanton Yacuambi der ecuadorianischen Provinz Zamora Chinchipe. Der Ort 28 de Mayo wird auch „San José de Yacuambi“ oder „Yacuambi“ genannt. Er ist Sitz der Kantonsverwaltung. Die Parroquia besitzt eine Fläche von 484,2 km². Die Einwohnerzahl lag im Jahr 2010 bei 3153. Davon lebten 1325 im urbanen Bereich von 28 de Mayo.

## Lage
Die Parroquia 28 de Mayo liegt an der Ostflanke der Cordillera Real im Südosten von Ecuador. Der Hauptort 28 de Mayo liegt auf einer Höhe von 1126 m am linken Flussufer des Río Yacuambi. 28 de Mayo befindet sich 47 km nördlich der Provinzhauptstadt Zamora. Eine etwa 40 km lange Nebenstraße führt von der Fernstraße E45 (Zamora–Macas) durch das Flusstal des Río Yacuambi nach 28 de Mayo. Der Río Yacuambi durchquert den Osten des Areals in südlicher Richtung und entwässert dabei die Parroquia. Im Westen und im Osten wird das Gebiet von teils mehr als 3000 m hohen Bergen eingerahmt. Die nordwestliche Verwaltungsgrenze verläuft entlang der kontinentalen Wasserscheide.
Die Parroquia 28 de Mayo grenzt im Norden an die Parroquia Tutupali, im äußersten Nordosten an die Parroquia Amazonas (Kanton Gualaquiza, Provinz Morona Santiago), im Osten an die Parroquias Chicaña und Yantzaza (beide im Kanton Yantzaza), im Süden an die Parroquia La Paz, im Südwesten an die Parroquia La Victoria de Imbana (Kanton Zamora) sowie im Nordwesten an die Provinz Loja mit der Parroquia Urdaneta (Kanton Saraguro) und an die Provinz Azuay mit der Parroquia San Felipe de Oña (im gleichnamigen Kanton).

## Orte und Siedlungen
Neben dem Hauptort gibt es folgende Comunidades in der Parroquia 28 de Mayo: 18 de Noviembre, Barbascal, Bella Vista, Buenos Aires, Cambana, Chontapamba, Chozapamba, Cochaloma, Condorsamana, El Cisne, El Salado, Guabiduca, Guaguayme, Guandus, Huacapamba, La Florida, Mangaurco, Nueva Vida, Paquintza, Peñablanca, Playas del Río Ingenio, Poma Rosa, Ramos, San Antonio del Calvario, San José Chico, San Vicente de Peña Blanca und Tamboloma,

## Geschichte
Im Jahr 1936 entstand eine Siedlung an der Stelle des heutigen Kantonshauptortes. Am 24. Januar 1941 wurde die Parroquia rural „San José de Yacuambi“ als Teil des Kantons Saraguro gegründet. Am 28. Mai 1944 kam es zu einem Volksaufstand in Ecuador, in dessen Folge José María Velasco Ibarra erneut die Führung des Landes übernahm. Der Nationalkongress benannte die Parroquia in Gedenken diese Revolution um in „28 de Mayo“ und überführte das Verwaltungsgebiet in den Kanton Zamora. Am 10. November 1953 wurde schließlich der Kanton Yacuambi eingerichtet und 28 de Mayo dessen Verwaltungssitz.

## Ökologie
Das Bergland im  Westen liegt innerhalb des Schutzgebietes Área Ecológica de Conservación Municipal Yacuambi.